# آنجی سنسلمنته والنسیا
آنجی سنسلمنته والنسیا (متولد ۲۵ مه ۱۹۷۹) که همچنین به نام آنجی سنکلمنته والنسیا شناخته می‌شود در سال ۲۰۰۰ موفق شد عنوان ملکه قهوه را به خود اختصاص دهد ولی پس از آن که مشخص شد ازدواج کرده این عنوان را به دلیل غیر قانونی بودن شرکت افراد متاهل از دست داد.
به نوشته مطبوعات آرژانتین، آنجی سنکلمنته والنسیا در سال ۲۰۰۵ به مکزیک رفت و در آنجا عاشق یک قاچاقچی عمده مواد مخدر ملقب به «هیولا» شد. وی در سال ۲۰۱۰ به اتهام رهبری یک باند قاچاق مواد مخدر در آرژانتین بازداشت شده‌است.